# صالح اکبری
صالح اکبری (زادهٔ ۱۳۳۵ در میاندوآب) نمایندهٔ حوزهٔ انتخابیهٔ نقده در دورهٔ پنجم مجلس شورای اسلامی بوده‌است.